# Хайм, Ханс
Ханс Хайм (нем. Hans Haym; 29 ноября 1860, Галле — 15 февраля 1921, Эльберфельд) — немецкий дирижёр. Сын философа Рудольфа Хайма.
Изучал философию и филологию в Йенском и Тюбингенском университетах, однако затем решил посвятить себя музыке и получил музыкальное образование в Мюнхене. В 1890—1920 годах руководил хором и оркестром в городе Эльберфельд (ныне в составе Вупперталя).
Известен, прежде всего, многолетним творческим содружеством с композитором Фредериком Делиусом, многие произведения которого впервые прозвучали именно в Эльберфельде усилиями Хайма. В числе таких произведений, в частности, посвящённое Хайму сочинение «Париж: Песнь о Великом городе» (1901), а также симфоническая поэма «За холмами и за дальними далями» (1897), «Аппалачи» для хора и оркестра (1904), первая редакция Концерта для фортепиано с оркестром (1904). Интерес к творчеству Делиуса воспринял от Хайма его младший коллега Фриц Кассирер, тоже работавший в Эльберфельде. Хайм также опубликовал монографию, посвящённую одному из наиболее заметных сочинений Делиуса этого периода, «Мессе жизни» (англ. Frederick Delius: 'Eine Messe des Lebens': thematische Analyse; 1913). Среди других новейших композиторов, чью музыку Хайм пропагандировал в небольшом и консервативном городе, был Рихард Штраус.